# リーマントライク
リーマントライク（Lehman Trikes Inc.）は、アメリカ合衆国サウスダコタ州スピアフィッシュに本社を置くトライクメーカーである。日本ではガレージボスが輸入代理店として販売している。

## 沿革
- 1981年 - 自宅のガレージを作業場として使用し、ホンダ・CB900を手に入れる。
- 1984年 - リーマントライク設立

## 製品
ハーレーダビッドソンモデル
- ロードグライド
- ロードキング
- ダイナソフテイル
- スポーツスター

ホンダモデル
- モナークⅡ

カワサキモデル
- ストーム
  - エボニー
  - キャンディダイアモンド

スズキモデル
- トランプ
- ジャッカル

ビクトリーモデル
- クロスボウ
- ピットボス